# Gordon Davies
Gordon Davies (Manchester, 4 settembre 1932 – 19 giugno 2020) è stato un calciatore inglese, di ruolo attaccante.

## Carriera
Nel 1951 viene tesserato dal Manchester City, club della prima divisione inglese, con cui nella First Division 1951-1952 fa il suo esordio tra i professionisti giocando 3 partite. Rimane in squadra nei Citizens anche per le successive 3 stagioni, tutte in prima divisione, nelle quali viene impiegato in modo sporadico: la stagione con più presenze è infatti la 1952-1953 (5, con una rete, la sua prima in carriera da professionista), mentre nei due anni seguenti gioca rispettivamente 2 e 3 partite, segnando in totale altre 4 reti (2 a stagione). Dopo 13 presenze e 5 reti nell'arco di 4 campionati di prima divisione lascia il club.
Nella stagione 1957-1958 realizza 22 reti in 5 presenze in Third Division North con il Chester, mentre l'anno seguente realizza un gol in 11 partite giocate con il Southport, club di Fourth Division; chiude la carriera dopo aver giocato con i semiprofessionisti del Morecambe.
In carriera ha totalizzato complessivamente 46 presenze e 11 reti nei campionati della Football League.